# Erich Wandschneider

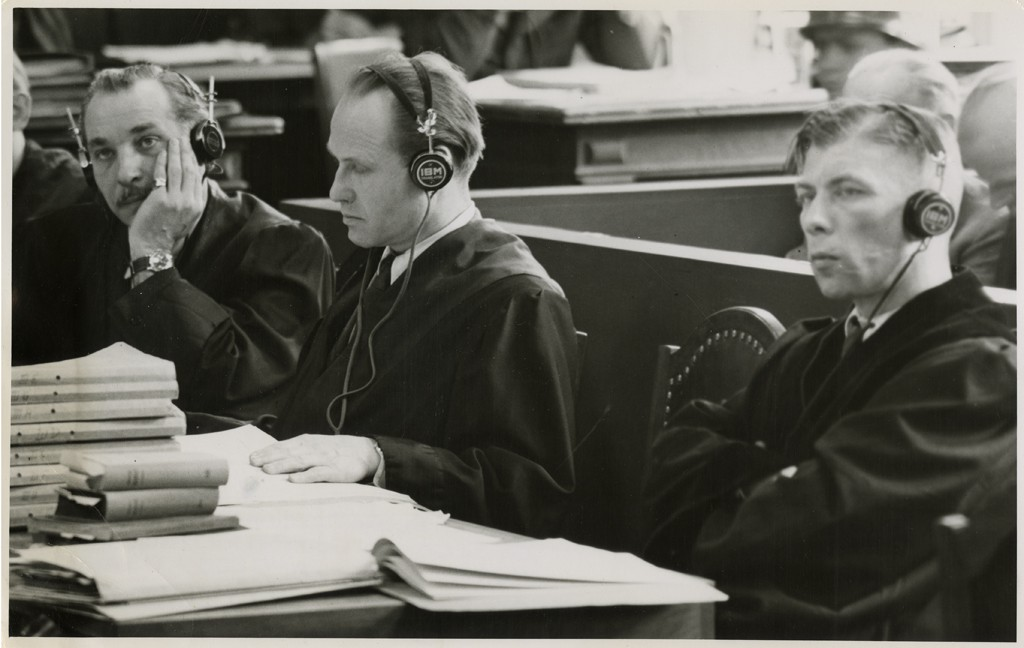
Erich Wandschneider (Mitte) 1947 als Verteidiger von Curt Rothenberger im Nürnberger Juristenprozess;
zwischen Alfred Schilf (links) und Heinrich Grube

Erich Wandschneider (* 1899 in Hamburg; † 25. Juni 1956) war ein deutscher Jurist und ein namhafter deutscher Strafverteidiger.

## Leben
Wandschneider war ab 1926 als Rechtsanwalt in Hamburg tätig. Gemeinsam mit Robert Gärtner führte er ab 1. April 1926 eine Anwaltspraxis in der Hamburger Altstadt, Ferdinandstraße 25. Er war Vorsitzender der Konservativen Volkspartei Hamburg. Bei der Reichstagswahl 1930 kandidierte er erfolglos für die Konservative Volkspartei Hamburg auf Listenplatz 7. Ab 1. April 1931 übte er seine Praxis alleine aus seinem Büro in der Mönckebergstraße 7 im Levantehaus. 1932 kandidierte Wandschneider erfolglos als Spitzenkandidat der Volkskonservativen Vereinigung Hamburg für ein Mandat in der Hamburgischen Bürgerschaft. Später wurde er Mitglied der NSDAP. Während der Zeit des Nationalsozialismus übernahm er Mandate für Vertreter der Bekennenden Kirche, für Sozialisten und Kommunisten wie Fiete Schulze und 1934 Ernst Thälmann.
Nach dem Zweiten Weltkrieg verteidigte er Curt Rothenberger im Nürnberger Juristenprozess, den NS-Propagandafilmregisseur Veit Harlan und Ludwig Hahn, den Kommandeur der Sicherheitspolizei und des SD in Krakau und Warschau, der 1943 mitverantwortlich für die endgültige Räumung des Warschauer Ghettos war. Auch für den ehemaligen Krupp-Vorstand Heinrich Korschan übernahm er im Nürnberger Krupp-Prozess das Mandat.

„Ich kämpfe für das Recht der bedrohten Persönlichkeit – ganz egal, wie sie politisch eingestellt ist. Ich habe es unter den Nazis getan und tue es jetzt wieder“

Erich Wandschneider starb im 58. Lebensjahr nach kurzer, schwerer Krankheit. Seine Kanzlei in Hamburg übernahm sein Sohn Hajo Wandschneider.